# Metro Ethernet
Metro Ethernet là một mạng máy tính dựa trên chuẩn Ethernet và mạng này bao phủ một đô thị. Nó thường được dùng như là một mạng truy nhập metropolitan để kết nối các thuê bao và các doanh nghiệp đến một mạng WAN (Wide Area Network), giống như mạng Internet. Những doanh nghiệp lớn thường sử dụng Metro Ethernet để kết nối các chi nhánh vào mạng Intranet của họ.
Ethernet là một kỹ thuật nổi bật trong thập kỷ. Một giao tiếp Ethernet rẻ hơn giao tiếp SDH hoặc PDH có cùng băng thông. Ethernet cũng hỗ trợ băng thông với chất lượng cao mà chất lượng này thì không có trong các kết nối SDH truyền thống. Một ưu điểm khác biệt của một mạng truy nhập dựa Ethernet là nó có thể dễ dàng kết nối đến mạng khách hàng, bởi vì sự thông dụng của Ethernet trong công ty và gần đây là các mạng khu dân cư. Do đó, Ethernet được đưa vào mạng MAN mang lại tiện ích lớn cho cả nhà cung cấp dịch vụ và khách hàng.

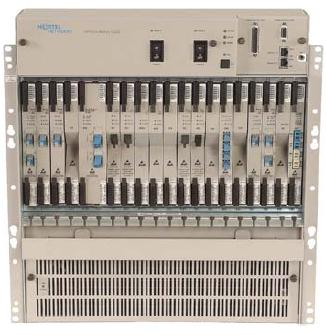
Metro Ethernet system

Một mạng Metro Ethernet cung cấp dịch vụ đặc trưng là một tập hợp của Layer 2 hoặc 3, các bộ switch hoặc router kết nối thông qua cáp quang. Topology có thể là ring, hình sao (star), hình lưới hoàn toàn hoặc lưới cục bộ. Mạng cũng có cấu trúc: lõi (core), phân phối và truy nhập. Mạng lõi trong hầu hết các trường hợp là một backbone IP/MPLS hiện có, nhưng có thể tách ra một dạng Ethernet Transport mới hơn với tốc độ 10G hoặc 100G.
Ethernet trong mạng MAN có thể dùng như mạng thuần Ethernet, Ethernet qua SDH, Ethernet qua MPLS hoặc Ethernet qua DWDM. Triển khai mạng dựa trên thuần Ethernet thì rẻ tiền nhưng kém tin cậy và khó mở rộng, như vậy nó thường giới hạn trong phạm vi hẹp hoặc trong nghiên cứu phát triển. Triển khai mạng dựa trên SDH thì hữu ích hơn khi nhiều nơi đã có sẵn hạ tầng SDH, đó cũng là nhược điểm chính do mất đi tính mềm dẻo trong quản lý băng thông do cấu trúc cứng nhắc của mạng SDH. Sự triển khai dựa trên mạng MPLS thì đắt tiền nhưng độ tin cậy và khả năng mở rộng và đặc biệt sử dụng cho các nhà cung cấp dịch vụ lớn.

## Pure Ethernet MANs
Mạng MAN thuần Ethernet chỉ sử dụng layer 2 chuyển mạch cho tất cả các cấu trúc bên trong của nó. Cấu trúc này cho phép thiết kế đơn giản và rẻ tiền, và cũng cho phép cấu hình ban đầu tương đối đơn giản. Ban đầu kỹ thuật Ethernet không thích hợp cho các ứng dụng cung cấp dịch vụ như mạng shared-media, nó cũng không có khả năng giữ lưu lượng riêng. Mạng Ethernet MAN trở nên khả thi vào cuối thập niên 90 do sự phát triển của kỹ thuật mới cho phép đường ống lưu lượng được trong suốt bằng cách sử dụng các mạng Virtual LANs như các mạch "point to point" hoặc "multipoint to multipoint". Kết hợp với các đặc tính mới như VLAN Stacking (VLAN Tunneling) và VLAN Translation, mạng này có khả năng tách biệt lưu lượng của khách hàng với nhau và từ lưu lượng báo hiệu nội bộ mạng lõi.
Có 3 thiếu sót chính đối với một mạng pure Ethernet MAN được đưa ra:
- Theo thiết kế, layer 2 chuyển mạch sử dụng các table cố định để định hướng lưu lượng dựa trên địa chỉ MAC của đầu cuối. Khi mạng phát triển rộng, khối lượng địa chỉ MAC trung chuyển qua mạng vượt quá dung lượng của chuyển mạch lõi. Nếu table lõi bị đầy, kết quả nghiêm trọng là mạng ngừng hoạt động do tràn ngập các gói tin trên toàn bộ cấu trúc mạng.

- Sự ổn định của mạng khá mong manh, đặc biệt nếu so sánh với mạng SDH và MPLS tiên tiến hơn. Thời gian phục hồi cho chuẩn spanning tree protocol trong khoảng 10 giây, cao hơn nhiều so với những gì các mạng thay thế (thường chỉ một phần của giây). Có một số tín hiệu lạc quan, một vài chuẩn hoá của IEEE, cố gắng đạt tới việc giảm thiểu vấn đề này. Khéo léo dùng chuẩn hoá của IEEE sẽ cho phép mạng sự ổn định và khả năng mau phục hồi tốt, điều này đòi hỏi cấu hình phức tạp hơn và có thể sử dụng phi chuẩn.

- Phân lưu lượng rất hạn chế. Có ít công cụ để quản lý topo mạng cũng như sự chuyển tiếp phải nhảy từng bước một, cộng thêm khả năng quảng bá các gói tin đơn tuyến làm cho dự báo mẫu lưu lượng thực sự rất khó khăn. Có những kỹ thuật cho phép điều khiển các đường lưu lượng ưu tiên, kỹ thuật này phụ thuộc vào việc sử dụng multiple spanning trees hoặc "per VLAN spanning trees" và được kết nối chặt chẽ với các giải pháp để hoàn thiện sự ổn định và khả năng phục hồi trên mạng

Bất kể những thiếu sót này, mạng pure Ethernet-based MAN được sử dụng cho 2 mục đích chính:
- Với sự triển khai trong phạm vi nhỏ (dưới vài trăm khách hàng), mạng pure Ethernet MAN có hiệu quả chi phí cao. Mạng có lợi thế là không đòi hỏi phải có kiến thức cao về IP và các giao thức liên quan, như BGP và MPLS, mà các giao thức này rất cần thiết cho sự triển khai dựa trên MPLS.

- Trong mạng Metro Ethernet diện rộng, nó thường tiếp cận đến một bộ phận của mạng sử dụng thiết kế pure layer 2. Tại mức này, thiết kế pure layer 2 cho rằng ít giá trị hơn trong khi vẫn hoạt động dưới giới hạn thiết kế. Từ lớp distribution layer trở lên, lưu lượng được kết hợp lại và định hướng sử dụng thiết kế MPLS-based Metro Ethernet.

## SDH-based Ethernet MANs
Một mạng Ethernet MAN dựa SDH thường được dùng như một bước trung gian chuyển tiếp từ một mạng truyền thống, mạng dựa trên kỹ thuật phân thời gian, lên một mạng hiện đại (như mạng Ethernet). Trong mô hình này, hạ tầng SDH hiện tại được sử dụng để vận chuyển các kết nối Ethernet tốc độ cao. Ưu điểm chính của nó là mức độ tin cậy cao, sự hoàn thiện thông qua sử dụng cơ chế bảo vệ SDH quốc gia. Ở khía cạnh khác, mạng SDH-based Ethernet MAN thường mắc tiền hơn do giá thành liên quan đến thiết bị SDH/DWDM mà các thiết bị này cần thiết cho việc triển khai. Kỹ thuật phân luồng cũng có khuynh hướng rất hạn chế. Các thiết kế lai giữa việc sử dụng chuyển mạch Ethernet thông thường tại các biên của vòng ring SDH lõi làm giảm nhẹ vấn đề này, thiết kế lai cho phép nhiều kiểm soát mẫu lưu lượng và cũng giảm giá thành.

## MPLS-based Ethernet MANs
Một mạng MPLS based Metro Ethernet sử dụng một MPLS trong mạng cung cấp dịch vụ. Thuê bao sẽ có một giao tiếp Ethernet trên cáp đồng (100BASE-TX) hoặc cáp quang (100BASE-FX). Gói tin Ethernet của khách hàng được truyền qua mạng MPLS và mạng cung cấp dịch vụ cũng dùng Ethernet như là kỹ thuật cơ sở chuyển đến MPLS. Vì vậy mạng truyền từ Ethernet qua MPLS đến Ethernet.
Ở đây, báo hiệu Label Distribution Protocol (LDP) được sử dụng như báo hiệu site to site cho inner label (VC label) và Resource reSerVation Protocol-Traffic Engineering (RSVP-TE) được sử dụng như báo hiệu mạng.
Một trong cơ chế khôi phục sử dụng trên mạng MPLS based Metro Ethernet là Fast ReRoute-FRR (MPLS local protection)
Ưu điểm chính của mạng MPLS-based Metro Ethernet so với pure Ethernet là:
•	Khả năng mở rộng: mạng pure Ethernet MAN bị giới hạn tối đa 4.096 VLAN cho toàn bộ mạng, khi sử dụng MPLS, Ethernet VLANs chỉ có ý nghĩa như mạng nội bộ (giống Frame Relay PVC). Khả năng mở rộng cũng được xem xét đối với địa chỉ MAC, đối với mạng pure Ethernet MAN tất cả địa chỉ MAC được chia sẻ trong mạng, trong khi đó ở phạm vi MPLS thì địa chỉ MAC chỉ có ý nghĩa trong mạng nội bộ.
•	Khả năng phục hồi: khả năng phục hồi mạng pure Ethernet dựa vào STP hoặc RSTP (30 đến 1 giây) trong khi mạng MPLS-based MAN sử dụng cơ chế dựa vào MPLS (vd MPLS Fast Reroute) để phục hồi trong thời gian 50 msecs.
•	Hội tụ Multiprotocol: với chuẩn ATM VLL, FR VLL, etc, một mạng MPLS-based Metro Ethernet có thể quay vòng không chỉ lưu lượng IP/Ethernet mà còn bất cứ lưu lượng vào nào từ mạng khách hàng hoặc các mạng truy nhập khác.
•	End to End OAM: mạng MPLS-based MAN cung cấp một bộ công cụ sửa chữa và công cụ quản lý điều hành OAM mà các công cụ này tăng cường cho khả năng sửa chữa hiệu quả và chẩn đoán sự cố mạng cho các nhà cung cấp.
Diễn đàn Metro Ethernet Forum (MEF) đã định nghĩa hai loại dịch vụ có thể đưa vào mạng Metro Ethernet:
•	Kiểu dịch vụ Ethernet Line (E-Line): Kiểu này dựa trên một kết nối Ethernet ảo điểm-đến-điểm (point-to-point Ethernet Virtual Connection). Có hai loại hình cho kiểu dịch vụ này:
- Đường truyền Ethernet riêng (Ethernet Private Line – EPL): Đây là một phương pháp triển khai dịch vụ Ethernet rất đơn giản với độ trễ khung (frame delay), sự biến đổi trong thời gian trễ (frame delay variation) và tỷ lệ thất thoát khung ở mức thấp.
- Đường truyền Ethernet riêng ảo (Ethernet Virtual Private Line – EVPL): Phương pháp này tương tự như EPL nhưng cho phép ghép nhiều kênh dịch vụ, nghĩa là ghép nhiều mạng ảo lại với nhau, trên một cổng vật lý kết nối máy tính của người sử dụng với hệ thống mạng.
Tóm lại, một E-Line Service có thể được dùng để xây dựng những dịch vụ tương tự như Frame Relay (một dịch vụ truyền dữ liệu trên mạng diện rộng dùng công nghệ chuyển mạch khung) hay thuê kênh riêng (leased line), nhưng có băng thông Ethernet và việc kết nối tốt hơn nhiều.
•	Kiểu dịch vụ Ethernet LAN (E-LAN):  Kiểu này dựa trên một kết nối Ethernet ảo đa điểm-đến-đa điểm (multipoint-to-multipoint Ethernet Virtual Connection). Dịch vụ này làm cho MAN trông giống như một mạng LAN ảo.
Tuy nhiên, các tổ chức thành viên của MEF ứng dụng hai loại dịch vụ nói trên vào các sản phẩm riêng của họ dưới nhiều tên gọi khác nhau. Ví dụ như, Cisco đưa ra các dịch vụ Ethernet Relay Service (ERS) và Ethernet Wire Service (EWS) cho loại E-Line; Ethernet Relay Multipoint Service (ERMS) và Ethernet Multipoint Service (EMS) cho loại E-LAN.
Ngoài ra, các dịch vụ truy nhập khác nhau có thể được cung cấp với Metro Ethernet bao gồm: truy cập Internet tốc độ cao và truy cập IP/VPN.
Có nhiều nhà cung cấp thiết bị cho việc triển khai Metro Ethernet như Alcatel-Lucent, DATACOM, Ericsson, C-COR, Cisco, Ethos Networks, Extreme Networks, Foundry Networks, Huawei, Nortel Networks, Tellabs, ZTE, Alcatel... Các giải pháp phần mềm cho thiết bị được cung cấp bởi IP Infusion.
Vào tháng 6/2002, HKBN đã xây dựng một mạng Metro Ethernet IP trên thế giới, phục vụ 1,2 triệu hộ gia đình.
Vào cuối tháng 9/2007 Verizon Business thông báo rằng họ đã cung cấp một giải pháp Metro Ethernet xuyên châu Á- Thái Bình Dương bao gồm Úc, Singapore, Nhật và Hồng Kông sử dụng thiết bị Nortel.
Mạng MPLS Based Metro Ethernet sở hữu tư nhân phát triển nhất và lớn nhất châu Phi là ở Kenya. Vươn tới hơn 5000 công ty, Kenya Data Networks đang cung cấp dịch vụ đầu cuối tốc độ cao sử dụng thiết bị truy nhập Siemens và mạng lõi Alcatel. KDN bây giờ đang khởi động dự án FTTH và có ý định phục vụ hơn 100.000 toà nhà ở Đông Phi trong 3 năm đến. Ở Việt Nam, các hãng Nortel và Cisco đã giới thiệu nhiều sản phẩm, dịch vụ ứng dụng MAN  Ethernet. Bưu điện Thành phố Hồ Chí Minh cũng đang triển khai dịch vụ băng thông rộng trên nền dịch vụ Ethernet với khách hàng đầu tiên là UBND Thành phố Hồ Chí Minh.

## Các ứng dụng của Ethernet MAN
MAN  Ethernet đang được triển khai trên toàn cầu để hỗ trợ nhiều loại ứng dụng và dịch vụ thuộc thế hệ mạng kế tiếp (Next Generation Network – NGN). Dưới đây là một số ứng dụng tiêu biểu.
1. Dịch vụ cho doanh nghiệp
Đối với khách hàng là các doanh nghiệp, việc cung cấp các dịch vụ và phương thức kết nối tốc độ cao và ổn định là rất quan trọng vì những khách hàng này cần sử dụng rất nhiều băng thông cho các hoạt động mạng của họ. Nó cũng phải tương thích với hệ thống mạng LAN hiện hữu của doanh nghiệp.
MAN  Ethernet có thể thỏa mãn những nhu cầu mới của doanh nghiệp như: kết nối các doanh nghiệp với nhau, kết nối doanh nghiệp với khách hàng và nhà cung cấp; thiết lập mạng riêng ảo; cung cấp các dịch vụ đa truyền thông băng thông rộng; và hỗ trợ các dịch vụ ghép kênh phân chia theo thời gian (Time Division Multiplexing – TDM).
2. Dịch vụ Triple Play cho người sử dụng cá nhân
Nhu cầu về thông tin, giải trí của người sử dụng cá nhân ngày càng tăng đã khiến dịch vụ Triple Play – truyền tải dữ liệu, thoại và phim ảnh trên một mạng IP với chất lượng cao – trở thành một trong những dịch vụ mà các nhà cung cấp cần phải triển khai để duy trì thị trường đa dạng này.
MAN  Ethernet đang ở tư thế sẵn sàng thỏa mãn những nhu cầu này của người sử dụng cá nhân. Khi các dịch vụ cho doanh nghiệp được triển khai trong MEN ngày càng đạt được nhiều thành công, việc truy cập của người sử dụng cá nhân vào mọi dịch vụ Ethernet băng thông rộng cũng sẽ được cải thiện đáng kể.
3. Dịch vụ di động
Sự thâm nhập của điện thoại di động đang đạt đến mức bão hòa ở một số vùng trên thế giới và sự gia tăng cạnh tranh trong lĩnh vực này đã khiến các nhà điều hành mạng di động phải làm sao giảm chi phí điều hành nhưng vẫn bảo đảm đáp ứng các nhu cầu về dịch vụ đa dạng, băng thông rộng, chất lượng cao của người tiêu dùng. MAN  Ethernet là một trong những giải pháp thích hợp cho họ. Nó là một sự lựa chọn phù hợp cho khu vực đô thị trong xu hướng tất yếu của quá trình phát triển cơ sở hạ tầng viễn thông dựa trên NGN. Nhiều nhà điều hành đang có kế hoạch triển khai giải pháp này ở những khu vực đô thị, nơi đã có những hệ thống truy cập Ethernet.